# Blancaneu (pel·lícula de 2012 de Tarsem Singh)
Blancaneu (títol original en anglès, Mirror Mirror) és una pel·lícula estatunidenca de 2012 basada en el conte de la Blancaneu dels Germans Grimm. La història és una comèdia romàntica i d'aventures dirigida per Tarsem Singh i protagonitzada per Lily Collins, Julia Roberts, Armie Hammer, Nathan Lane i Sean Bean. La cinta va rebre una nominació a l'Oscar al millor vestuari.

## Argument
És una nova versió del conte de La Blancaneu i els set nans en clau de comèdia i explicat des del punt de vista de la Malvada Reina Clementianna, la madrastra de la Blancaneu. Set nans valents i orgullosos que viuen al bosc ajuden la dolça i bonica princesa Blancaneu a reclamar el seu dret al tron del seu pare, que ha estat usurpat per Clementianna. Pel camí, Blancaneu coneix el Príncep Andrew Alcott, que ha estat embruixat per Clementianna, per casar-s'hi.

## Repartiment
Julia Roberts va ser la primera actriu a ser contactada per interpretar el paper de la Reina Dolenta, ja que el director volia des del primer moment una Reina Dolenta amb qui l'audiència empatitzés. Roberts també va remarcar que a la pel·lícula Clementianna no és dolenta i malvada en realitat, es més aviat insegura i egoista. També va suggerir que la vertadera lletjor de Clementianna es desvelava al final de la pel·lícula.
Originalment es va considerar la Saoirse Ronan pel paper protagonista de la princesa Blancaneu, però la diferència d'edat entre ella i l'Armie Hammer, l'actor que feia el paper del príncep, el futur espòs de Blancaneu, era massa gran (la primera tenia 25 anys i la segona 17). També se li va oferir el personatge a Felicity Jones, però el va rebutjar. Així doncs, el paper protagonista de Blancaneu va recaure en Lily Collins la qual va reconèixer en una entrevista que el càsting havia durat només 24 hores.
| Intèrpret       | Personatge            | Veu en català   |
| --------------- | --------------------- | --------------- |
| Julia Roberts   | La Reina Clementianna | Mercè Montalà   |
| Lily Collins    | Blancaneu             | -               |
| Armie Hammer    | Príncep Andrew Alcott | Manel Gimeno    |
| Nathan Lane     | Brighton              | Toni Sevilla    |
| Jordan Prentice | Napoleó               | Xavier Cassan   |
| Mark Povinelli  | Tap de Bassa          | Santi Lorenz    |
| Joe Gnoffo      | Golafre               | Aleix Estadella |

## Nominacions
- 2013: Oscar al millor vestuari per Eiko Ishioka.[cal citació]